# فیت/استی نایت
فیت/استی نایت (フェイト/ステイナイト Feito/sutei naito) یک بازی ویدئویی در سبک رمان تصویری ساخته شده توسط تایپ-مون که برای اولین بار در ۳۰ ژانویه ۲۰۰۴ برای رایانه شخصی منتشر شد. این بازی در ۶ ژانویه ۲۰۰۶ توسط استودیو دین تبدیل به یک سریال تلویزیونی انیمه ۲۴ قسمتی گردید که تا ۱۶ ژوئن ۲۰۰۶ ادامه داشت. بر اساس این سری، یک مجموعه مانگا ژاپنی نیز به نویسندگی داتو نیشیواکی توسط کادوکاوا شوتن تهیه گردید که در مجلهٔ شونن ایس از دسامبر ۲۰۰۵ تا دسامبر ۲۰۱۲ منتشر شده‌است.
در ۲۲ نوامبر ۲۰۰۶، تایپ-مون خبر از یک سری لایت نوول جدید به نام فیت/زیرو را داد که وقایع قبل از فیت/استی نایت را بازگو می‌کند. از روی این رمان یک مجموعه تلویزیونی انیمه در دو فصل ساخته شده‌است که اولین فصل انیمه آن ۱ اکتبر ۲۰۱۱ شروع و ۲۴ دسامبر ۲۰۱۱ پایان یافت و فصل دوم نیز از ۷ آوریل ۲۰۱۲ تا ۲۳ ژوئن ۲۰۱۲ در ۱۲ قسمت به نمایش درآمد.

## داستان
داستان در شهر فویوکی که به وسیلهٔ دریا و کوه‌ها احاطه شده اتفاق می‌افتد. در یک روز، شیرو شخصیت اصلی داستان به صورت تصادفی درگیر جنگ بین دو ارباب می‌شود. او به دست یکی از خدمتگزاران زخمی می‌شود، وقتی او در حال مرگ است دختری ظاهر شده و او را نجات می‌دهد. او با یکی از هفت خدمتگزار به نام سِیبر پیمان میبندد و خواه ناخواه او وارده نبردی برای جام مقدس می‌شود. هر کس که جام مقدس را بدست بیاورد، هر آرزویی داشته باشد برآورده می‌شود.
هفت ارباب و هفت نوع خدمتگزار برگزیده می‌شوند. اما فقط یک جام مقدس وجود دارد و برای بدست اوردن جام باید بایکدیگر نبرد کنند.

## شخصیت‌ها
- اِمیا شیرو (به ژاپنی: 衛宮 士郎 Emiya Shirō) یک پسر خوش قلب دبیرستانی که در شهر فویوکو زندگی می‌کند. هنگامی که او بچه بود، والدین او در آتش جانشان را از دست دادند، سپس توسط مردی پیر به نام امیئا کیریتسوگو که خود را جادوگر می‌خواند به فرزند خواندگی گرفته شد، اما او نیز مرد. شیرو به هیچ‌وجه به جام مقدس علاقه‌ای نداشت و از استفاده کردن از آن نفرت داشت، اما تصمیم گرفته بود به همراه سیبر در جنگ جام مقدس پیروز شود تا وقایع دیگری مانند آتش‌سوزی شهر فویوکو در جنگ قبلی دوباره رخ ندهد.
- سِیبَر (به ژاپنی: セイバー Seibā) دختری جدی، وفادار، چابک و قوی که خدمتگزار شیرو در پنجمین جنگ جام مقدس بود. او بسیار سرد رفتار می‌کند، اما در حقیقت بر احساسات خود غلبه کرده تا تمام تمرکز خود را برای رسیدن به هدفش بکار گیرد. او در ردهٔ برجسته‌ترین‌ها طبقه‌بندی شده و با درجه ممتاز در تمام زمینه‌ها قرار دارد. از این جهت که اربات او قادر به فراهم کردن مانا برایش نیست، او تمام فعالیت‌های خود به حداقل رسانده تا انرژی خود را حفظ کند. نام اصلی او آرتوریا پندراگون یا شاه آرتور، پادشاه پیشین بریتانیا که خود را فدای کشورش کرد.
- توساکا رین (به ژاپنی: 遠坂 凛 Tōsaka Rin) یک دانش‌آموز نمونه که در مدرسه شیرو در حال درس خواندن است. او به ندرت با دانش‌آموزان دیگر صحبت کرده و تظاهر می‌کند که دوست دارد تنها بماند. نمونه بارز این مسئله گذراندن وقت خود در پشت بام مدرسه به دور از بقیه شاگردان است. او همچنین به‌طور مخفیانه جادوگر است و به عنوان یکی از ارباب‌ها در پنجمین جنگ جام مقدس حضور دارد. در ابتدای انیمه او آرچر را به عنوان خدمتگزار خود احضار می‌کند، اگرچه او بسیار علاقه داشت تا سیبر را احضار کند.
- ماتو ساکورا (به ژاپنی: 間桐 桜 Matō Sakura) دانش اموز سال اول دبیرستان و خواهر کوچکتر ماتو شینجی، دوست قدیمی اِمیا شیرو است. بعد از شکستگی دست شیرو، ساکورا همیشه ب ملاقات شیرو برای کمک کردن در کار های خانه اش میرفت.
- آرچر (به ژاپنی: アーチャー Āchā) خدمتگزار رین بود. به دلیل احضار ناقصی که شده بود، از گذشته و هویت خود اطلاعی نداشت.